# PEARL
Das Akronym PEARL [pɜːɹl] steht für Process and Experiment Automation Realtime Language und ist eine Echtzeit- und Multitasking-Programmiersprache nach DIN 66253 (nicht zu verwechseln mit Perl). Sie wird besonders unter RTOS-UH angewendet.

## Anwendung
PEARL wird zur Programmierung von Prozessrechnern verwendet, u. a. bei Energieversorgern, so bei den Stadtwerken Hannover.
Weiterhin wird PEARL an vielen Hochschulen zur Ausbildung in der Programmierung von Echtzeitsystemen genutzt.

## Hallo Welt
Das Beispielprogramm Hallo Welt sieht in PEARL folgendermaßen aus:
```
MODULE
 
(
HALLOWELT
);

    
SYSTEM
;

        
TERMINAL
:
DIS
<
->
SDVLS
(
2
);

    
PROBLEM
;

        
SPC
 
TERMINAL
 
DATION
 
INOUT
 
ALPHIC
 
DIM
(,)
 
TFU
 
MAX
 
FORWARD
 
CONTROL
 
(
ALL
);

    
MAIN
:
TASK
;

       
OPEN
 
TERMINAL
;

       
PUT
 
'Hallo Welt!'
 
TO
 
TERMINAL
;

       
CLOSE
 
TERMINAL
;

   
END
;

MODEND
;

```